# ستيفن كناب
ستيفن كناب (بالإنجليزية: Stephen Knapp)‏ هو فنان أمريكي، ولد في 15 أكتوبر 1947 في ورسستر في الولايات المتحدة، وتوفي بنفس المكان في 24 نوفمبر 2017 بسبب سرطان.